# César Sauvan Jaurú
César Sauvan Baron Jaurú, eigentlich César Sauvan Vianna de Lima Baron von Jaurú, (* 1824 in São Paulo, Brasilien; † 14. Oktober 1897 in Dresden) war Diplomat und Minister des brasilianischen Kaiserreiches. 1873 wurde er durch Kaiser Pedro II. geadelt, mit Namensmehrung Barão de Jaurú.

## Leben

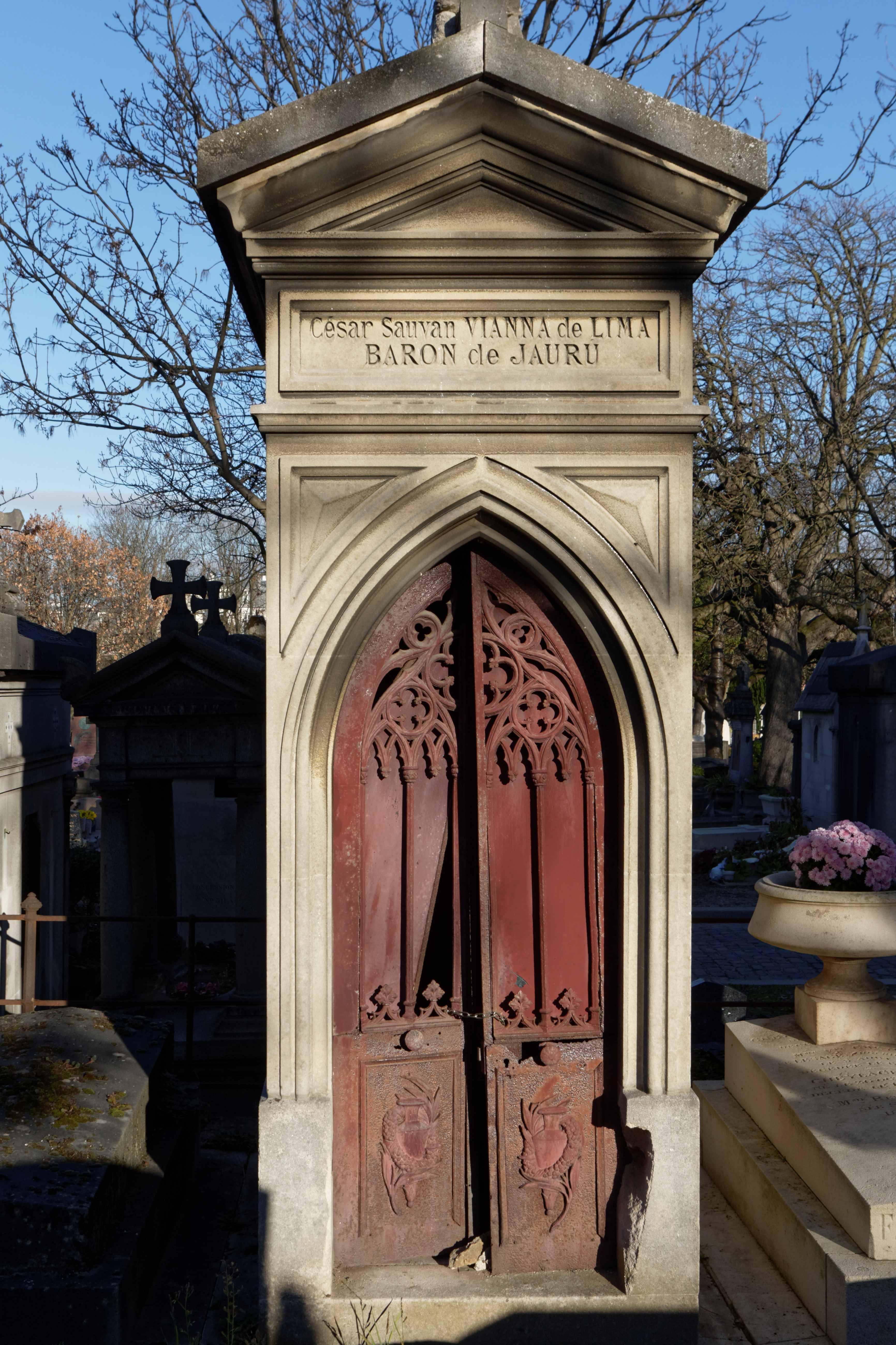
Grab von César Sauvan Jaurú auf dem Friedhof Père Lachaise in Paris

César Sauvan Vianna de Lima entstammte einer ursprünglich portugiesischen Familie. Geboren 1824 in São Paulo, studierte er in Europa und trat 1850 in den diplomatischen Dienst des Kaiserreichs Brasilien. Baron Jaurú diente als Botschafter in Wien und Berlin, 1853 als Legationssekretär in Buenos Aires, ab 1864 als außerordentlicher und  bevollmächtigter Minister und bevollmächtigter Gesandter in Asunción (Paraguay), wo er nach intensiven Vermittlungsversuchen und dem Ultimatum des paraguayischen Diktators Francisco Solano López vom 30. August die Kriegserklärung Paraguays an Brasilien entgegennahm; der folgende Tripel-Allianz-Krieg sollte zum blutigsten Konflikt in der lateinamerikanischen Geschichte werden. Ab 1867 war er schließlich Botschafter in Berlin. 
Baron Jaurú war verheiratet und Vater mehrerer Kinder, unter anderem einer Tochter Amélia (* 22. Mai 1850), verheiratet mit Baron Louis (Aloys) von Seiller in Wien, wo noch Nachkommen der Familie leben.
Zu den zahlreichen Orden und Auszeichnungen, die Baron César de Jaurú erhielt, gehörten: Grande Dignitário (Großoffizier, die zweithöchste Stufe) des brasilianischen Ordens der Rose, Großkreuz des Christusordens, des Albrechts-Ordens, des Sachsen-Ernestinischer Hausordens, des Ordens vom Zähringer Löwen, vom Weißen Falken von Sachsen-Weimar, Großoffizier des Ordens der Heiligen Mauritius und Lazarus von Italien, Komtur des Ordens der Württembergischen Krone und kaiserlicher Verdienstorden der Türkei.
1889, nach dem republikanischen Staatsstreich des brasilianischen Militärs, ging Baron Jaurú mit dem abgesetzten Kaiser Dom Pedro II. ins Exil nach Europa. Er starb 73-jährig, am 14. Oktober 1897, in Dresden und wurde auf dem Friedhof Père Lachaise in Paris beigesetzt.